# Melanio Báez
Melanio Báez (? – ?) paraguayi labdarúgó-fedezet.